# Седдюльбахир
Седдюльбахир (Седул-Бар, тур. Seddülbahir) — деревня на европейском побережье Турции. Расположена у мыса Кале (Kale Burnu) на южной оконечности Галлипольского полуострова, между бухтами Эртогрул и Морто (Аныт, Anıt Limanı), к востоку от мысов Теке и Мехметчик (Геллес), напротив мыса Кумкале, у западного входа в пролив Дарданеллы (Геллеспонт) из Эгейского моря, где ширина пролива 4 км. Относится к району Эджеабат в иле Чанаккале.

## История
В античное время мыс Теке назывался Мастусия (др.-греч. Μαστουσία ἄκρα, лат. Mastusia). Мыс Кале венецианцы называли Капо-Греко (итал. Capo Greco — «греческий мыс»).
Название Седдюльбахир происходит от осман. صدالبحر‎ (Sedd-ül Bahir), что означает «стены моря».
В эпоху Кёпрюлю в 1657—1659 году на мысе Кале великий визирь Кёпрюлю Мехмед-паша по приказу валиде-султан Турхан Хатидже, матери султана Мехмеда IV построил крепость Седдюльбахир (Seddülbahir Kalesi) для защиты Черноморских проливов от венецианских нападений, одновременно с крепостью Кумкале (Kumkale Kalesi), так называемые Новые Дарданеллы. Крепости представляют собой массивные каменные постройки, которые много раз перестраивались. Как следует из надписи, демонтированной в ходе Первой мировой войны и вывезенной в Англию, фотография которой была опубликована в журнале The Illustrated War News от 29 сентября 1915 года, крепость Седдюльбахир была отремонтирована султаном Абдул-Хамидом II в 1303 год Хиджра (в 1885 году). Крепость Седдюльбахир асимметричная, примерно прямоугольная в плане, длинная сторона, обращённая к морю вогнутая. 
В 1910-х годах у крепости располагалась одна из береговых батарей (6 пушек 210-мм и 280-мм и 1 полевая) Во время Дарданелльской операции (битвы при Чанаккале) Первой мировой войны здесь находилась береговая батарея Южной зоны укреплений пролива Дарданеллы, тут же имелся прожектор для освещения входа. До войны батарея имела 2 орудия 280-мм, 2 орудия 260-мм, 2 орудия 240-мм и 1 полевую пушку 88-мм. Огонь орудий не достигал фарватера. 3 ноября 1914 года батареи на мысе Геллес и в Седдюльбахире бомбардировали британские крейсера Indefatigable и Indomitable под командованием адмирала Сэквилла Кардена. При этом снаряд попал в пороховой погреб крепости Седдюльбахир, что вызвало взрыв 10 т пороха и 360 снарядов. Взрывом были временно выведены из строя все 6 орудий крупного калибра. Согласно данным французского генерала Мориса Ларше (Maurice Constant Louis Larcher, 1885—1963) при этом погибли 2 турецких солдата. Батарея была усилена до 12 орудий. 14 февраля 1915 года англо-французская эскадра под командованием адмирала Кардена снова обстреляла батарею в Седдюльбахире с малым эффектом. После нового обстрела 25 февраля крепость Седдюльбахир была оставлена турками, запас снарядов был вывезен. 18 марта англо-французская эскадра под командованием адмирала Робека снова обстреляла батарею в Седдюльбахире, при этом крепость была разрушена, но представляла ещё серьезное укрытие для пехоты. В последующий месяц турки сосредоточили сильный авангард сухопутных сил у Седдюльбахира. 25 апреля британцы высадили десант на мысе Геллес, при этом встретили ожесточённое сопротивление турок. У руин крепости Седдюльбахир находилась зона высадки «Пляж V». Пароход River Clyde под командованием Эдварда Анвина доставил 2000 солдат, в основном из частей 86-й бригады 29-й дивизии: 1-го батальона королевских мюнстерских стрелков и 1-го батальона королевских дублинских стрелков. Пароход River Clyde сел на мель. Османские войска нанесли тяжёлые потери британцам. Эдвард Арвин получил крест Виктории, высшую воинскую награду за героизм, проявленный в боевой обстановке. Пароход River Clyde был снят с мели только в 1919 году. После высадки десанта французы установили у Седдюльбахир 240-мм батарею.
Крепость Седдюльбахир сильно пострадала во время Первой мировой войны от обстрела англо-французской эскадрой и находилась в руинах. В июне 2015 году начаты реставрационные работы.